# Бирлелешть
Бирлелешть, Бирлелешті (рум. Bârlălești) — село у повіті Васлуй в Румунії. Входить до складу комуни Єпурень.
Село розташоване на відстані 244 км на північний схід від Бухареста, 48 км на південь від Васлуя, 106 км на південь від Ясс, 89 км на північ від Галаца.

## Населення
За даними перепису населення 2002 року у селі проживали 789 осіб, усі — румуни. Усі жителі села рідною мовою назвали румунську.